# Aspirationspsychrometer nach Aßmann

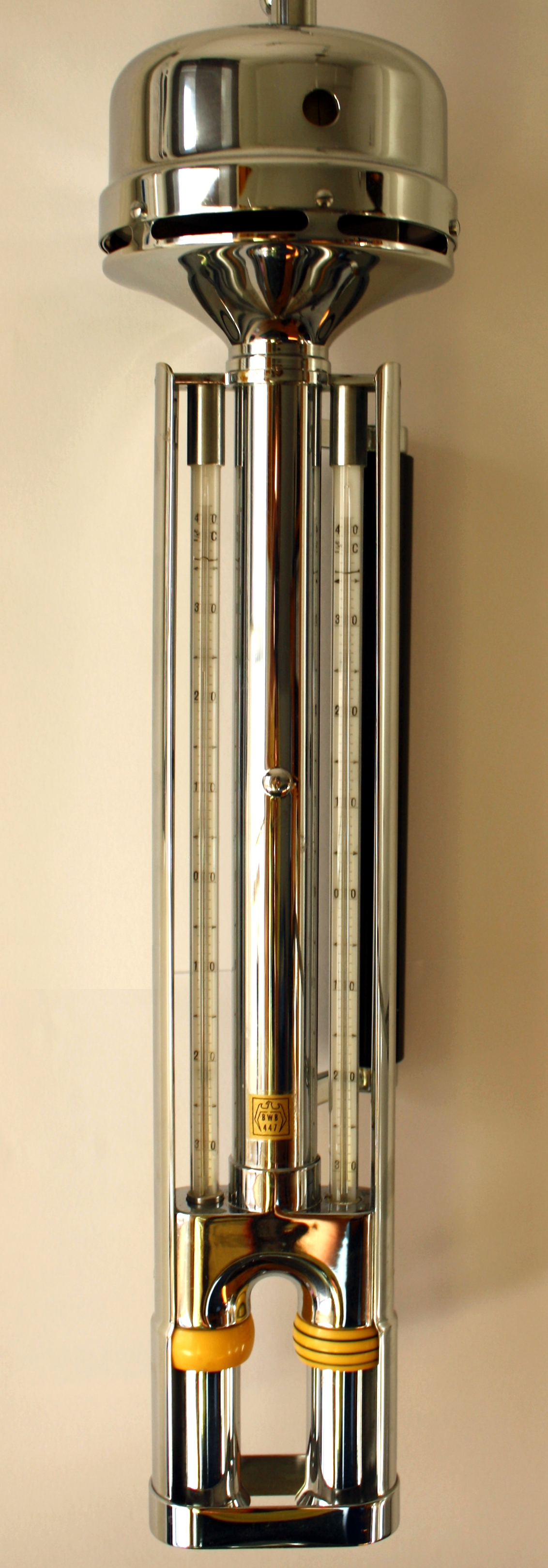
Aspirationspsychrometer nach Aßmann

Das Aspirationspsychrometer nach Aßmann ist ein Messinstrument der Gruppe der Psychrometer, mit welchem die wahre, nicht durch Sonnenstrahlung verfälschte Temperatur der Luft sowie indirekt die relative Feuchtigkeit gemessen wird. Es wird in der Meteorologie, der Metrologie und in der Klimatechnik verwendet.

## Funktionsweise

Funktionsprinzip des Aspirationspsychrometers nach Aßmann

Die Funktionsweise beruht auf der Tatsache, dass zum Verdampfen von Wasser Energie in Form von Wärme erforderlich ist. Wenn Luft über eine feuchte Fläche streicht, verdunstet das Wasser. Die dafür aufzuwendende Energie wird der vorbeiströmenden Luft entzogen, was zu einer Abkühlung der Fläche führt, ähnlich dem Effekt bei einer Windrichtungsbestimmung mit angefeuchtetem Finger. Bei feuchter Luft verdunstet nur wenig Wasser von der überstrichenen Fläche. Entsprechend gering ist deren Abkühlung. Entgegengesetztes gilt bei trockener Luft. 
Das Aspirationspsychrometer nach Aßmann besteht aus zwei Thermometern. An einem kann die Trockentemperatur t, am anderen die Feuchttemperatur f abgelesen werden. Beim Feuchtthermometer ist über die Kapillarkugel ein Strumpfschlauch gezogen, der mit destilliertem Wasser benetzt wird. An diesem wird die Feuchttemperatur f abgelesen. Beide Thermometer sind durch die Metallkonstruktion vor Strahlungswärme geschützt, um davon unbeeinflusst die tatsächliche Lufttemperatur messen zu können. Unterstützt wird der Vorgang durch den oben angebrachten Aspirator (aspirieren = einatmen, einsaugen), der beide Thermometer mit einem konstanten Luftstrom um 2,5–3,0 m/s ventiliert und so gleiche Verdunstungsverhältnisse gewährleistet. Die vorbeiströmende Luft bewirkt den Verdunstungsvorgang des Wassers, infolge dessen die Temperatur am Feuchtthermometer abfällt. Dies geschieht solange, bis der Wärmeinhalt der über dem Strumpfschlauch gesättigten Luft dem Wärmeinhalt der untersuchten Luft entspricht. Aus der Temperaturdifferenz des Trocken- und Feuchtthermometers (t−f) lässt sich die relative Luftfeuchtigkeit unter Verwendung der Sprungschen Formel bestimmen; meist wird sie aus vorberechneten Tafeln abgelesen.
Bei korrekter Anwendung wird mit einem Aßmannschen Aspirationspsychrometer eine sehr hohe Genauigkeit erreicht. Die Messgenauigkeit hängt einerseits von der Genauigkeit der verwendeten Thermometer, anderseits von der Temperatur selber ab (bei höheren Temperaturen steigt die Genauigkeit).

## Entwicklung
Entwickelt wurde das Aspirationspsychrometer 1887 bis 1892 von dem Meteorologen Richard Aßmann in Zusammenarbeit mit dem Luftschiffer Hans Bartsch von Sigsfeld. Die erste Apparatur wurde vom Berliner Feinmechaniker Rudolf Fuess gebaut. 1898 wurde es von der Internationalen Kommission für die Erforschung der freien Atmosphäre als Normalinstrument empfohlen.
Das Instrument stellte eine wichtige Neuentwicklung dar. Es diente zur Verifikation mehrerer physikalischer Theorien für die Atmosphäre. Mit diesem Instrument gelang Aßmann 1902 die Entdeckung der Stratosphäre.
Aspirationspsychrometer nach Aßmann werden heutzutage wegen ihrer hohen Genauigkeit oft als Referenzgeräte verwendet.